# Joe Johnson (giocatore di football americano 1972)
Joseph T. Johnson (Cleveland, 11 luglio 1972) è un ex giocatore di football americano statunitense che ha giocato nel ruolo di defensive end per dieci stagioni nella National Football League (NFL). Fu scelto dai New Orleans come tredicesimo assoluto nel Draft NFL 1994. Al college giocò a football a Louisville.

## Carriera professionistica
Johnson fu scelto dai New Orleans Saints nel primo giro del Draft 1994. Fu convocato per il suo primo Pro Bowl nel 1998 ma nell'annata successiva non disputò alcuna partita a causa di un infortunio. Tornato in campo nel 2000, fece registrare un massimo in carriera di 12 sack, venendo convocato per il suo secondo Pro Bowl e premiato come Comeback Player of the Year. Dopo un'altra stagione da 9 sack nel 2001 (secondo massimo in carriera), nel 2002 passò ai Green Bay Packers, con cui disputò le ultime due stagioni della carriera.

## Palmarès
- Convocazioni al Pro Bowl: 2

1998, 2000
- All-Pro: 1

2000
- NFL Comeback Player of the Year Award: 1

2000
- PFWA All-Rookie Team - 1994

## Statistiche
| Partite totali | 117  |
| Sack           | 52,5 |
| Intercetti     | 0    |